# Stephen Belcher
Stephen Paterson Belcher (geb. 1953 in Kairo) ist ein US-amerikanischer Akademiker und Autor zu afrikanischer Literatur, insbesondere den Epen afrikanischer Völker und ihrer Mythologie.

## Leben
Stephen Belcher wurde als Sohn eines Beamten des Auswärtigen Dienstes (Foreign Service) der Vereinigten Staaten geboren. Er verbrachte einen Großteil seiner Kindheit in Afrika und Europa. Er erwarb seinen Doktortitel in Vergleichender Literaturwissenschaft (Comparative Literature) an der Brown University und lehrte an der Universität von Nouakchott (Mauretanien), der Pennsylvania State University (Vereinigte Staaten) und an der Universität von Kankan (Guinea).

## Publikationen (Auswahl)
Eine Auswahl seiner Publikationen:
- African Myths of Origin. Stories selected and retold by Stephen Belcher. New York: Penguin Books 2005 (Penguin Classics)
- Epic Traditions of Africa. Bloomington: Indiana University Press 1999 (iupress.org)
- (Hrsg. mit John W. Johnson and Thomas Hale): Oral Epics from Africa: Vibrant Voices from a Vast Continent. Bloomington: Indiana University Press, 1997. African Epic Series. (Anthologie)